# Elkraftteknik

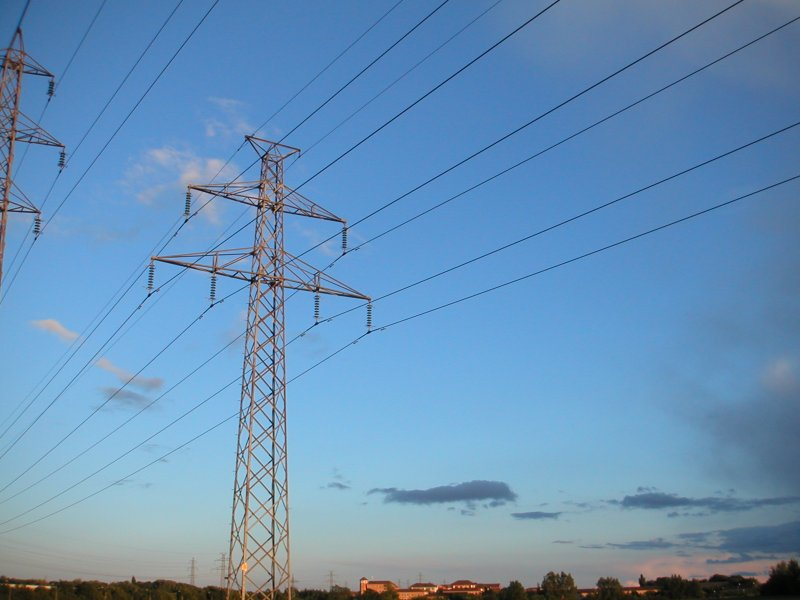

Elkraftteknik är den teknik (elektroteknik) som används för att utforma ett elkraftsystem för att producera, överföra, distribuera och använda elektrisk energi.